# Стенвинкели

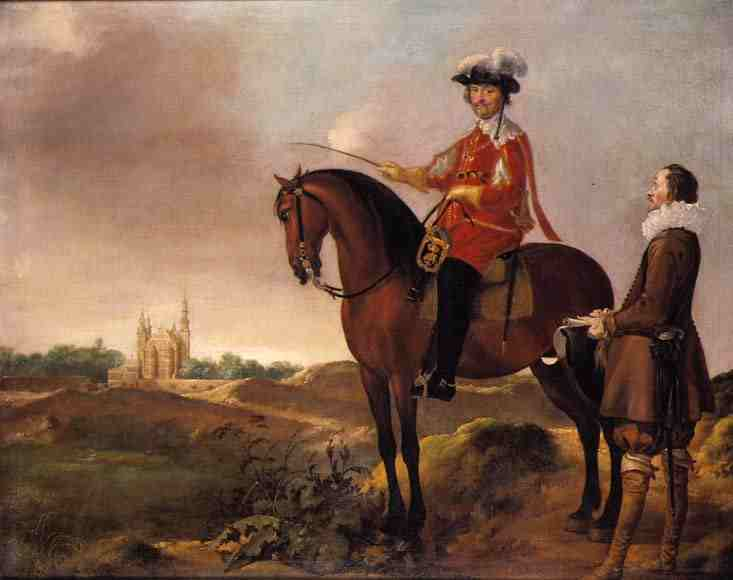
На конном портрете Кристиана IV рядом с монархом изображён Ганс Стенвинкель Младший. Король показывает на выстроенный Стенвинкелем замок Розенборг.

Стенвинкели (Steenwinckel) — семейство датских архитекторов фламандского происхождения, которые курировали множество крупных строительных проектов в Дании XVII века.
Основатель семейства, Ян или Ганс Стенвинкель (ум. 1601), с началом Восьмидесятилетней войны перебрался из Антверпена сначала в Эмден, а потом в Копенгаген. Он помогал своему соотечественнику Антонису ван Оббергену возводить резиденцию в Кронборге, а также работал с Тихо Браге над строительством Ураниборгской обсерватории. Ганс выстроил немало церквей в датской столице и её окрестностях, укрепил старинный Бохус и ряд других крепостей.
Амбициозные строительные проекты Кристиана IV — замок Розенборг, Круглая башня, Бёрсен и т.д. — курировал сын Ганса Старшего, Ганс Младший (1587—1639), вместе со старшим братом по имени Лоренц (1585—1619). Они продолжали развивать традиции фламандской ренессансной архитектуры, которые в молодости усвоил их отец. Третье поколение семейства представляет Ганс Третий (1639—1700), сын Ганса Младшего; его работы в большинстве своём не сохранились.